# Ла-Массана
Ла-Массана (кат. La Massana) — одна з семи парафій Андорри. Розташована на заході країни. На території громади розташована найвища точка Андорри — пік Кома-Педроза (кат. Comapedrosa, Coma Pedrosa).

## Населені пункти громади
| № | Населені пункти                                | Населення, чол. (2012) |
| - | ---------------------------------------------- | ---------------------- |
| 1 | Л'Алдоза-де-ла-Массана (l'Aldosa de la Maçana) | 784                    |
| 2 | Аньос (Anyós)                                  | 749                    |
| 3 | Аринсаль (Arinsal)                             | 1590                   |
| 4 | Ертс (Erts)                                    | 445                    |
| 5 | Ескас (Escàs)                                  | 68                     |
| 6 | Ла-Массана (la Massana)                        | 4985                   |
| 7 | Паль (Pal)                                     | 236                    |
| 8 | Сіспонь (Sispony)                              | 1045                   |